# Gomukha mudra
Gomukha mudra, ook wel verstrengeld gebaar, is een mudra in hatha yoga. Een mudra (Sanskriet voor zegel of gebaar) is een term die teruggaat op de klassieke teksten van de veda's en betekent in dit geval dat de hand in een bepaalde stand wordt gehouden waardoor er prana op een bepaalde manier door geleid wordt. Mudra's worden voornamelijk beoefend tijdens het mediteren.
In gomukha mudra zijn de handen in elkaar verstrengeld, zodat de vingers van elke hand zich afwisselen en de linkerduim op de nagel van de rechterduim ligt. De handpalmen vormen een gekantelde schaal. De duim staat voor de goddelijke energie en is het symbool voor wilskracht dat niet geconditioneerd is door karma. In deze mudra symboliseren de twee duimen dat de ziel van de mens zich op twee verschillende niveaus manifesteert, waarbij de geest de linkerduim is en het lichaam de rechterduim. Deze mudra zou het effect hebben van eenmaking tussen lichaam en geest en is het symbool van harmonie.